# Lauren Brant
Lauren Brant (sinh 24 tháng 2 năm 1989) là một vũ công, ca sĩ, đồng thời cũng là một diễn viên người Úc gốc Nam Phi. Cô là thành viên của nhóm nhạc Australia Hi-5 từ năm 2009 trở đi. Cô mang trong mình một nửa dòng máu Nam Phi.